# 크레이그 브린
크레이그 브린(Craig Breen, 1990년 2월 2일 ~ 2023년 4월 13일)은 아일랜드의 랠리 자동차 경주 선수이다. 현대 모터스포츠 소속으로 세계 랠리 선수권 대회에 출전했다. 2012년 몬테카를로 랠리, 웨일즈 랠리 GB, 프랑스 랠리에서 클래스 우승을 달성하며 슈퍼 2000 WRC에서 우승했다. 2011년 WRC 아카데미 컵에서 우승했다.
2023년 4월 11일 2023년 크로아티아 랠리를 앞두고 펼쳐진 프리이벤트 테스트에서 현대 i20를 주행하던 중 충돌 사고로 사망했다.